# I See You (Theme from Avatar)
«I See You (Theme from Avatar)» (también cortada como «I See You») es una balada de género pop interpretada por la cantante británica Leona Lewis. Fue escrita y producía por James Horner, Simon Franglen y Kuk Harrell para la banda sonora del álbum de la película de James Cameron, Avatar. Horner y Franglen fueron los compositores de la música, y Horner, Franglen, y Harrell escribieron la letra. Fue nominada al Globo de Oro en la categoría de «Mejor canción original» en la 67.ª edición de los premios, en 2010, pero perdió frente a «The Weary Kind», de la cinta Crazy Heart. La canción fue también nominada a un Grammy a la mejor canción escrita para una película, televisión u otro medio visual.

## Recepción de la crítica

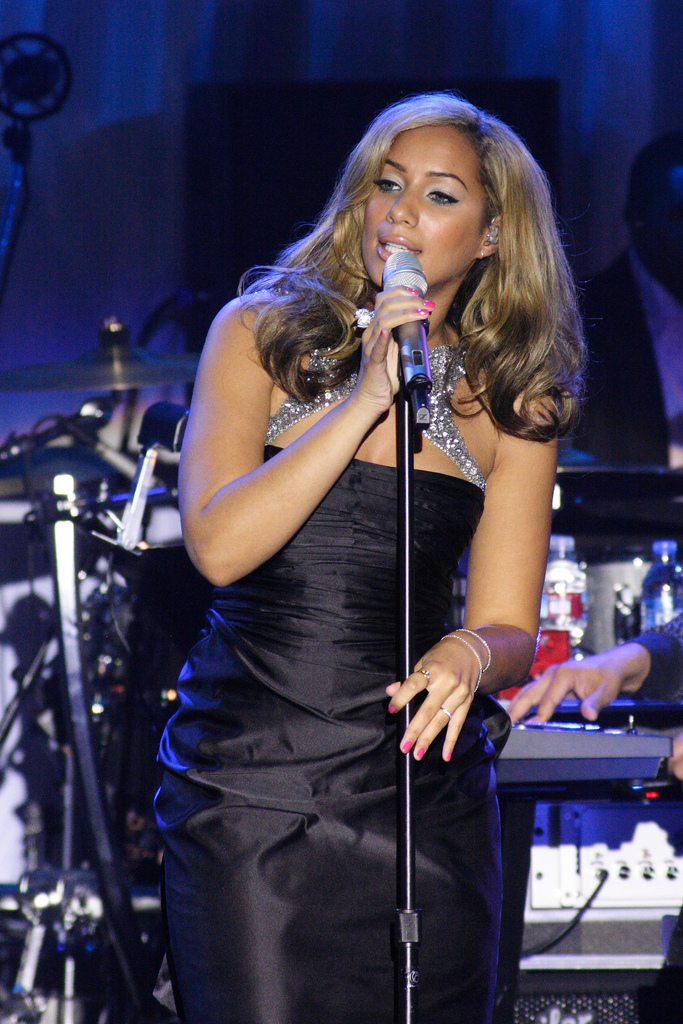
Leona Lewis interpreta el tema «I See You».

Brian Linder de IGN nombró a la canción como una «balada de pop sólida», aunque no estaba seguro si «llegará a ser tan molesta y ubicuoa" como la canción de Dion "My Heart Will Go On». Una reseña desfavorable vino de James Christopher Monger de Allmusic, quien afirmó que «la balada 'I See You', una pieza olvidable de una balada que (a diferencia de la sensible pero apropiada 'My Heart Will Go On') se siente demasiado ridícula, especialmente en una película sobre unos alienígenas azules de 10 pies de altura». Como parte de su crítica de la película, The Village Voice criticó al «cantado clon de Celine Dion en Na'vish» en los créditos finales del filme.

## Video musical
El video musical se estrenó el 15 de diciembre de 2009 bajo la dirección de Jake Nava. El video muestra imágenes de upclose de Lewis, combinadas con escenas de Avatar.

## Posiciones más altas en listas
| Listas (2010)                     | Máxima posición |
| --------------------------------- | --------------- |
| Irlanda (Irish Singles Chart)     | 01              |
| US Adult Contemporary (Billboard) | 04              |